# Józef Dyskant
Józef Wiesław Dyskant (ur. 1937, zm. 6 grudnia 2017) – polski wojskowy i naukowiec, komandor Marynarki Wojennej, historyk wojskowości, profesor nauk humanistycznych, specjalizujący się w tematyce marynistycznej.

## Życiorys
Był pracownikiem Wojskowego Instytutu Historycznego. W 1991 uzyskał stopień doktora habilitowanego, na podstawie dorobku naukowego oraz dysertacji Flotylle rzeczne w planach i działaniach wojennych II Rzeczypospolitej. W 1996 otrzymał tytuł naukowy profesora. Był wykładowcą Akademii Marynarki Wojennej im. Bohaterów Westerplatte w Gdyni oraz nauczycielem akademickim w Wyższej Szkole Pedagogicznej im. Janusza Korczaka w Warszawie. Autor kilkunastu książek poświęconych historii wojen morskich, historii marynarki wojennej i historii wojskowości.

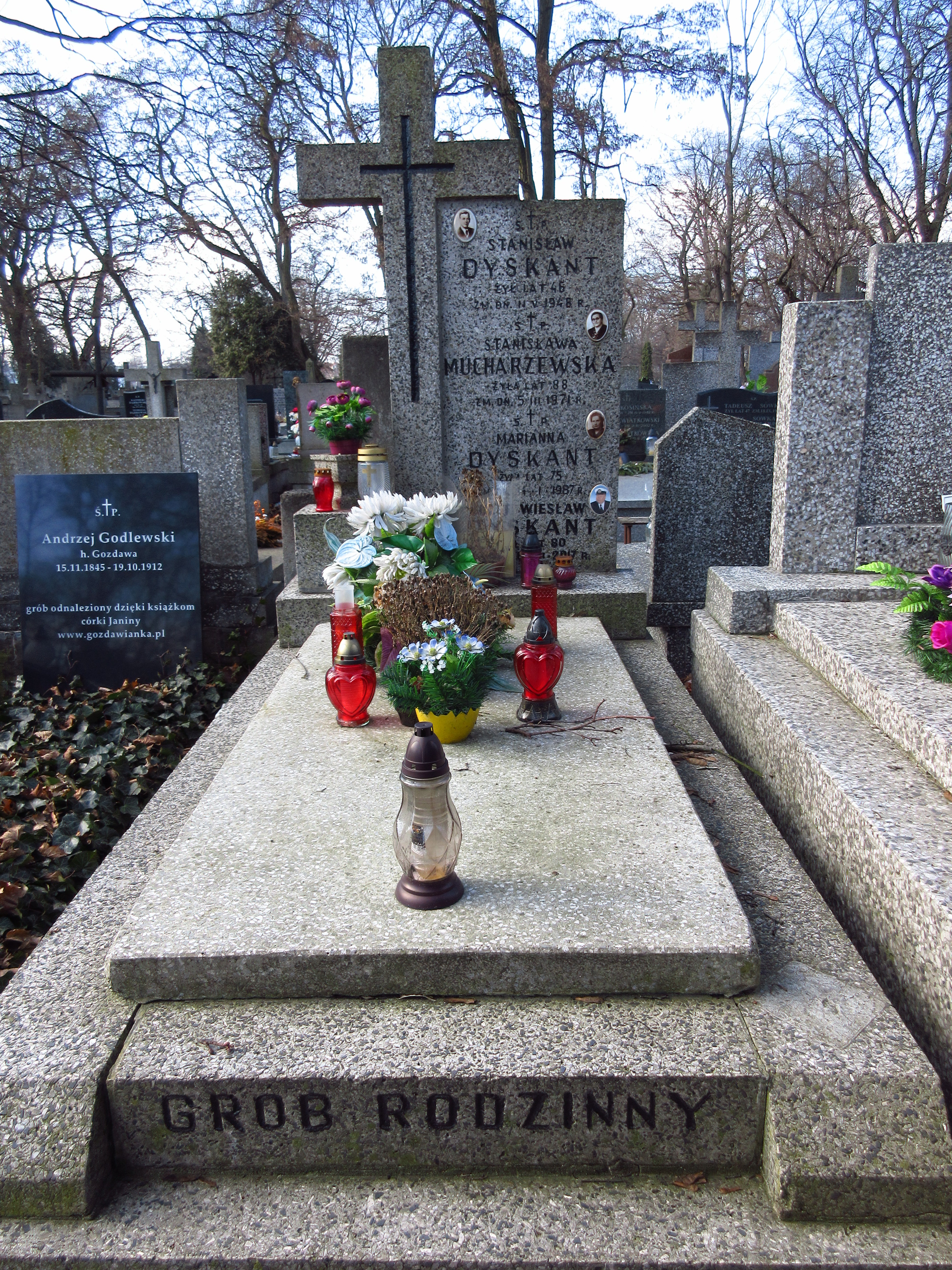
Grób profesora Józefa Dyskanta na Cmentarzu Bródnowskim.

Zmarł 6 grudnia 2017 i został pochowany na cmentarzu Bródnowskim w Warszawie (kwatera 55D-1-20).
Był żonaty (żona Helena).

## Publikacje
- 1979: „Nad całą Hiszpanią niebo jest bezchmurne”. Zarys działań morskich w czasie wojny domowej (1936–1939 r.)[3]
- 1982: Oddział wydzielony „Wisła”. Zarys działań bojowych OW „Wisła” Flotylli Rzecznej we wrześniu 1939 r.
- 1983: Konflikty i zbrojenia morskie 1918-1939
- 1985: Na falach Amuru
- 1987: Zatoka Świeża 1463. Przebieg działań wojny trzynastoletniej na morzu i wodach śródlądowych na tle rozwoju żeglugi w połowie XV wieku
- 1989: Cuszima 1905 (seria Historyczne bitwy)
- 1989: Otchłań Atlantyku, wyd. Krajowa Agencja Wydawnicza
- 1991: Flotylle rzeczne w planach i działaniach wojennych II Rzeczypospolitej[4]
- 1993: Oliwa 1627
- 1994: Czarnobyl 1920
- 1994: Flotylla rzeczna Marynarki Wojennej 1919-1939 - Wydawnictwo Bellona
- 1996: Port Artur 1904 (seria Historyczne Bitwy)
- 1997: Wojenne flotylle wiślane 1918-1939 (Oficyna Wydawnicza „Rytm”)
- 1999: Ko Chang 1941 (seria Historyczne Bitwy)
- 2002: Trafalgar 1805. Zapłakane zwycięstwo (seria Historyczne Bitwy)
- 2010: Madagaskar 1942 (seria Historyczne Bitwy)[5]